# Игнатьев, Сидор Игнатьевич
Сидор Игнатьевич Игнатьев (2 [14] февраля 1877, Игорвары, Казанская губерния — 9 [22] июня 1917, Виленская губерния) — чувашский журналист-публицист, деятель просвещения, политический деятель, главный редактор газеты «Хыпар».

## Биография
Родился 2 февраля 1877 года в дер. Игорвары Чебоксарского уезда Казанской губернии (ныне Цивильский район Чувашии). Получил высшее образование в Казанском учительском институте. Преподавал в Аликовской двуклассной школе. До работы в газете «Хыпар» преподавал в Казанском 4 классном училище.

### Редактор газеты «Хыпар»
Как и первые редакторы, С. Игнатьев — талантливый журналист-публицист. Однако в качестве редактора не пришлось долго работать. В номерах, вышедших под его руководством, критиковалась бездушная деятельность полицейских, охранников, жандармов.
Такая острая полемика главреда судьи не смогли проморгать. Номер журнала, вышедший 29 октября 1906 года был арестован полицией. На следующий день прямо в театре он и сам был задержан.

### Жизнь за границей
Суд осудил Сидора Игнатьева на 5 лет ссылки за связь с партией эсеров. Позже высылают за границу. В 1907 год-1910 годах живёт во Франции, учится в университетах, овладевает французским и немецким языками, участвует в общественной жизни. Кстати, в конкурсе сочинений завоёвывает премию «Приз».

### Возвращение в Россию
В 1910 году возвратившись на родину, Сидор Игнатьев поступает учиться в военное училище. В 1916 году получает звание прапорщика. В качестве командира роты в чине подпоручика участвовал в первой мировой войне, четырежды удостоился георгиевского креста.
Погиб на поле битвы 9 июня 1917 года в Виленской губернии.